# آدونیس آمورنسیس
آدونیس آمورنسیس (نام علمی: Adonis amurensis) نام یک گونه از گیاهان گلدار است.